# 20. századi magyar történelem
A 20. századi magyar történelem egy százéves, 1900 elejétől 1999 végéig tartó időszak alatt megtörtént magyarországi eseményeket jelöli, kiváltképpen a nagyívű folyamatokra, illetve a hosszútávú jelentőséggel bíró társadalmi, politikai, kulturális, illetve gazdasági történésekre való tekintettel. Ez idő alatt minden szempontból rengeteg rendkívül gyökeres változás zajlott le Magyarországon, melynek folyományai, következményei igencsak lényegesek és meghatározóak egészen a mai napig. Számos, különböző jellegű rezsim uralkodott Magyarországon, az ország határai módosultak, két világháborún és több forradalmon esett át. Olykor vetélkedett a konzervatív-nacionalista világszemlélet a liberális, baloldali ideológiákkal; ezentúl gyakorta a Magyarország területén élő sokféle nemzetiség, vallási csoport, és osztály közötti feszültség jellemezte az itthoni nyilvánosságot, habár igen nagy mértékben befolyásolták a belföldi fejleményeket a külső tényezők, többek között a globális szintű hatalmi viszonyok, az aktuálisan releváns világmozgalmak, az új technológiai vívmányok és az innováció. Az évszázad nem elhanyagolható részét töltötte Magyarország megszállás alatt, egyebek mellett a kommunizmus közel ötven évét; mindössze az évszázad utolsó esztendeiben tudhatta magáénak a viszonylag stabil, igazán demokratikus intézményrendszert a teljes nemzeti függetlenséggel egyidejűleg.

## A dualizmus kora (1914-ig)
Az 1867-ben megalakult Osztrák–Magyar Monarchia két központú, dualista állam volt. Ausztriát és Magyarországot nem pusztán perszonálunió kapcsolta össze, közös volt a hadügy, a külügy és az ezek finanszírozásához szükséges pénzügy. Ezen tárcák közös irányításáról 60-60 fős delegációk gondoskodtak. Magyarország ezeken az ügyeken kívül teljes önállósággal rendelkezett.
Magyarország államformája alkotmányos monarchia lett, Ferenc József azonban uralkodóként jelentős pozíciókat őrzött meg, például a hadsereg irányítása teljes mértékben az uralkodó hatáskörébe tartozott. A kiegyezés nem biztosította a szabadságharc céljaként kitűzött teljes függetlenséget, de reális kompromisszum volt. A magyar vezetőréteg elvárásait (területi egység, magyar vezetés az országhatáron belül, védelem a német és orosz törekvésekkel szemben) kisebb áldozatokkal nem lehetett biztosítani.
A kiegyezés nem csak politikai, hanem gazdasági síkon is megtörtént. A közös ügyek rendezésére kvótákat szabtak ki, melyeket 10 évente újratárgyaltak. Az 1867-es kvóták alapján Magyarország 30%-kal, Ausztria 70%-kal részesedett a közös költségek hozzájárulásaihoz. A birodalom egységes piaccá alakult, közös valutával fizettek, szabadon áramolhatott a tőke és a munkaerő. Az adó-, a mérték-, a hírközlési-, és közlekedési rendszert szintén összehangolták.
Mindezen rendelkezések biztosították Magyarország számára a gyors gazdasági fejlődést, amely fejlődés az ország adottságaihoz igazodva elsősorban mezőgazdasági téren volt kiemelkedő.
1868-ban megkötöttük a kiegyezést a horvátokkal is. Ennek értelmében Horvátország beligazgatási-tartományi autonómiát kapott, elismertük a horvátokat, mint politikai nemzetet. Hivatalos lett a horvát nyelv, működhetett a szábor, a horvát országgyűlés, s a magyar országgyűlésbe 42 képviselőt delegálhatott. A horvát autonómia egy, a kisszámú európai nemzetiségi kérdések pozitív kezelése közül. Megnyugvást azonban nem hozott, ugyanis a horvátokban felmerült a trializmus gondolata, vagyis hogy a birodalom legyen háromközpontú (Bécs-Budapest-Zágráb). Ezt az uralkodó - a cseh törekvésekhez hasonlóan- elutasította. Továbbá a horvátok nem nyugodtak bele abba, hogy Fiume magyar kézen maradt (fiumei provizórium).

## Az első világháborúban

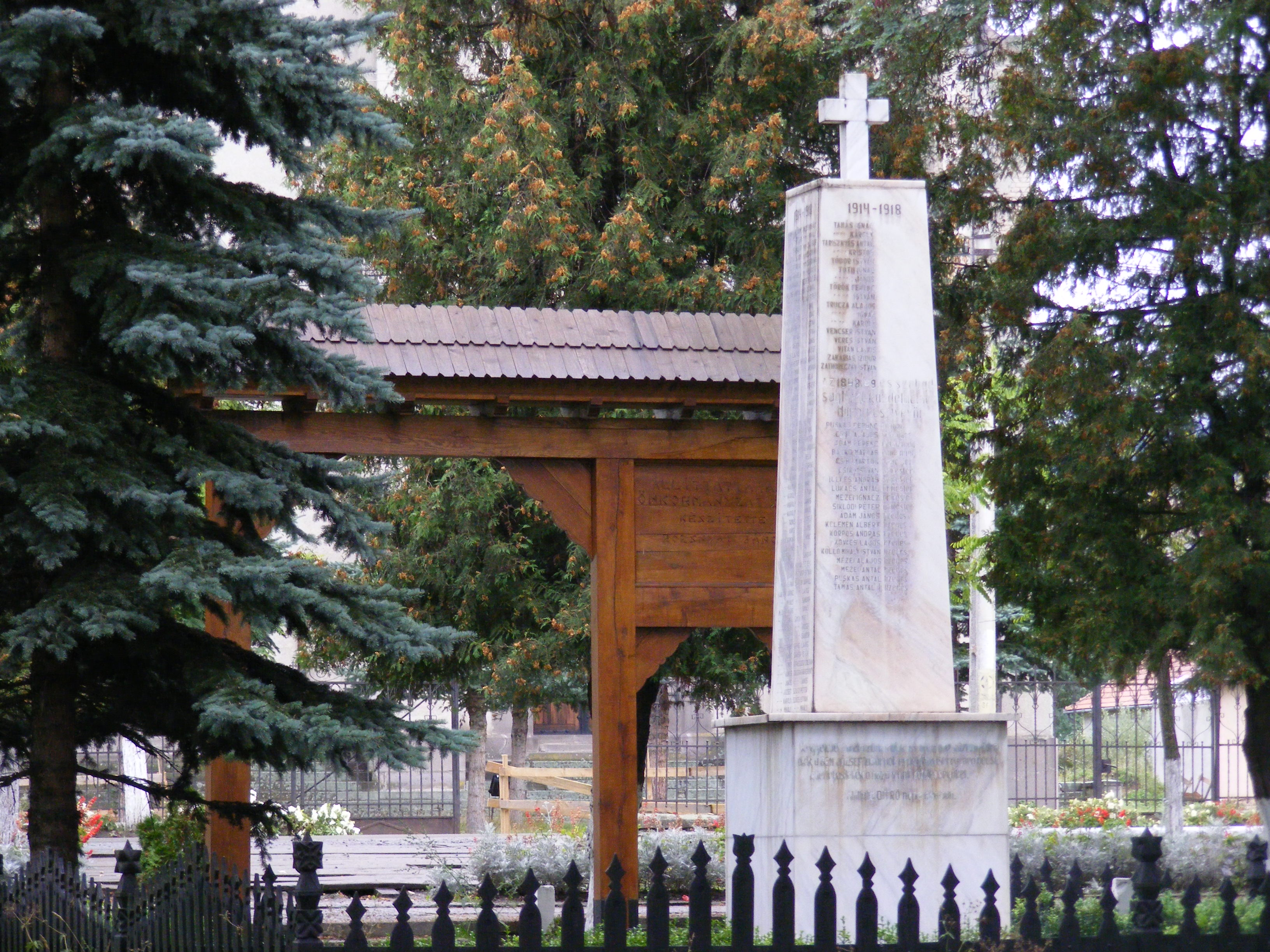
I. világháborús emlékmű Gyergyóditróban.

Magyarországon a lakosság -Európa más területeihez hasonlóan- kitörő örömmel fogadta a háborút, a parlamenti (és parlamenten kívüli) pártok támogatták azt. A háború borzalmainak hatására azonban hamarosan mindez megváltozott. Megérkeztek az első sebesültekkel teli vonatok, hamarosan ellátási nehézségek jelentkeztek, az emberek lassan kezdtek elfordulni a háborútól.
A Monarchia, mint a háború egyik kirobbantója, a kezdetektől hadban állt. Mintegy 9 millió főt küldött a frontokra, melynek nagyjából a fele magyar volt. A magyar katonákat a keleti és az olasz fronton egyaránt, nagy számban bevetették. Hatalmasak voltak veszteségeink; Gorlice, Doberdo, Piave vagy Isonzo neve nemzedékekre beivódott az emberek emlékezetébe.
A háború előrehaladtával az ellátás rohamosan romlott, az életszínvonalat már a jegyrendszerrel sem tudták minimális szinten sem tartani. A hangulat további romlását idézte elő az egyre nyilvánvalóbbá váló háborús vereség, és az arról tudomást nem vevő kormányzati politika. 1916-tól a parlamenten kívüli Magyarországi Szociáldemokrata Párt MSZDP, az -1914-ben alakult, értelmiségieket tömörítő- Országos Polgári Radikális Párt (OPRP), valamint a Kisgazdapárt (FKgP) is egyre erőteljesebben hallatta háborúellenes hangját.
A háború előtt jellemző volt a függetlenségi politika. Ezt töltötte meg Károlyi Mihály baloldali programmal: támogatta a választójog kiszélesítését (mely hazánkban szűkösebb volt az átlagosnál), földreformot sürgetett. Antantbarát politikusként a nép a haza megmentőjét látta benne, elhitték, hogy a történelmi Magyarország még megmenthető.
Az események folyását azonban már nem lehetett megállítani. A központi hatalmak csekély sikerei messze nem voltak elegendők ahhoz, hogy kicsikarják a győzelmet, különösen 1917 után nem, amikor is az USA is belépett a háborúba az antant oldalán. Miután a háborús veszteség elkerülhetetlensége, valamint a Monarchia feldarabolásának terve mindenki számára nyilvánvalóvá vált, IV. Károly békét kért, a birodalmát föderalisztikus alapon kívánta újraszervezni. Ez már kevés volt a nemzetiségeknek, s birodalomszerte nemzeti tanácsok alakultak, Így történt ez Magyarországon is, Budapesten október 24-én megalakult a Magyar Nemzeti Tanács, a Károlyi vezette Függetlenségi és 48-as Párt, a Jászi Oszkár vezette OPRP, és az MSZDP részvételével, pár nappal később (október 30-áról 31-ére virradó éjszaka és reggel) győzött az őszirózsás forradalom.
Talán érdekes lehet a tény, hogy az Osztrák–Magyar Monarchia írta alá a fegyverszünetet november 3-án az antanthatalmakkal (Padova), ugyanakkor Ausztria és Magyarország már külön-külön kötött békét (előbbi a Saint Germain-i, utóbbi pedig a trianoni békediktátumban) a győztes nagyhatalmakkal. Közép-Európa legnagyobb nagyhatalma megszűnt létezni, helyébe több, kisebb állam lépett.

## Az 1918–19. évi események

### Őszirózsás forradalom és polgári köztársaság
Az első világháború alatt, az Osztrák–Magyar Monarchia vereségének közeledtével, 1918. október 23-án Budapesten kitört az őszirózsás forradalom. Károlyi Mihály vezetésével polgári demokratikus kormány alakult. November 13-án IV. Károly király eckartsaui nyilatkozatával a királyság intézménye megszűnt Magyarországon, és november 16-án kikiáltották a Magyar Népköztársaságot.
A volt Magyar Királyság területét a köztársasági kormánynak nem sikerült egyben tartania, mert a szomszédos országok, Csehország, Románia és Szerbia igényt tartottak a szlovák, román és délszláv nemzetiségek által lakott területekre, és az antant támogatásával katonai intervenció indult meg az ország feldarabolására. Az ország jelentős része francia, román és szerb ellenőrzés alá került. Ez a Károlyi-kormány bukásához vezetett, és 1919. március 21-én az ország még magyar kézen maradt részében a kommunisták ragadták magukhoz puccsal a hatalmat. Károlyi nyilatkozatában átadta a hatalmat a proletariátusnak.

### Tanácsköztársaság

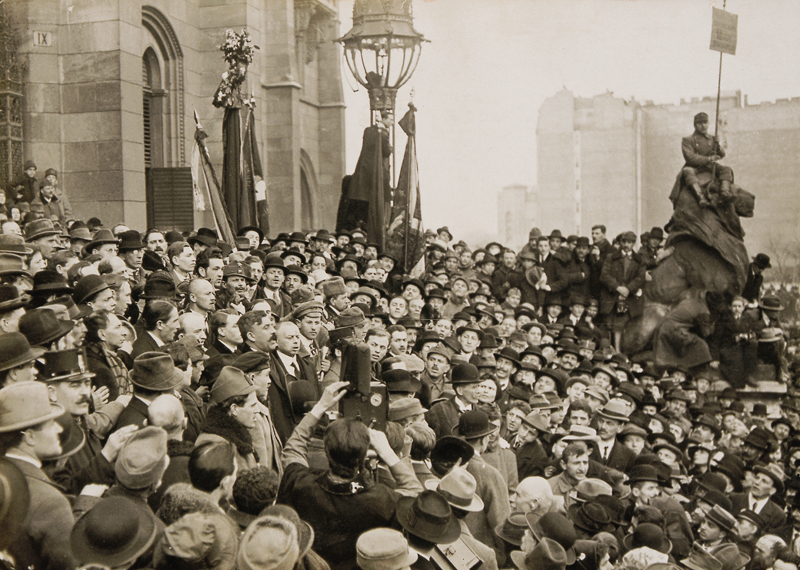
A Tanácsköztársaság kikiáltása

1919. március 21-én az I. világháború után kikiáltott első magyar köztársaság véget ért. Az antanthatalmak által küldött ultimátum hatására – amely a román közigazgatás kiterjesztését írta elő a Tisza vonaláig – lemondtak az addigi koalíciós kormány polgári miniszterei, a gyengülő szociáldemokraták pedig bevonták az addigra a munkások körében megerősödött Magyar Kommunista Pártot a hatalomba: a két párt Magyarországi Szocialista Párt néven egyesült és kikiáltották a Tanácsköztársaságot, létrejött a proletárdiktatúra.
Orosz mintára munkástanács-igazgatást vezettek be az üzemekben, köztulajdonba vették a lakóházakat, szállodákat, oktatási intézményeket, üzleteket, végül pedig a földbirtokok szocializálásáról jelent meg rendelet. Mindez új problémák tömegét hozta felszínre a mindennapi élet és a termelés, elsősorban a frissen létrehozott magyar Vörös Hadsereg ellátása tekintetében.
A Tanácsköztársaság folyamatos külső nyomás alatt állt, és bár vívott néhány sikeres hadjáratot, a több irányból szorongató túlerővel szemben végül július 31-én összeomlott. Magyarország egész területét megszállták a világháborút megnyerő antantországok csapatai.

## A Trianon utáni Magyarország története

### Magyarország 1919–1945 között
1920 márciusában Horthy Miklós a Magyar Királyság kormányzója lett. Ugyanebben az évben, június 4-én Magyarország aláírta a trianoni békeszerződést. 1921 tavaszán IV. Károly király sikertelen kísérletet hajtott végre a hatalomba való visszatérésért, majd megalakult Bethlen István (1921-1931) gróf kormánya. 1922-ben Magyarországot felvették a Népszövetségbe.
Az 1920-as években egyetemi zsidóverésekkel induló Turul Szövetség az 1930-as évekre az ország legjelentősebb és legnépszerűbb társadalmi szervezetévé, 40 000 fős ifjúsági tömegszervezetté nőtt. Nemzeti-konzervatív értékrendje, trianoni revizionizmusa, a zsidóság és a svábok visszaszorítása, a magyar faj megvédése mellett komoly szociális és népi programot hirdetett meg, meghatározta a két világháború közötti fiatal generációk jelentős részének gondolkodásmódját, hatalmas gyűjtőmozgalomként számos későbbi nyilas, népi és kommunista irányzat értelmiségi útkeresőinek gyűjtőhelyéül szolgált.

#### Magyarország a II. világháborúban
Az 1939. szeptember 1-jén kitört világháború első szakaszában hazánk sikeresen folytatta semlegességi politikáját, azonban a revíziós törekvések okán egyre jobban elkötelezte magát Németország oldalán. Teleki Pál, aki 1939. február 16-tól már másodszor volt Magyarország miniszterelnöke a lemondatott Imrédy helyett, világosan látta, hogy a magyar revíziós eredmények csak akkor tarthatók hosszabb távon, ha azokat a francia és angol politika is elismeri, de erre már akkor sem látott sok reményt. Legsúlyosabb öröksége az Imrédy által benyújtott II. zsidótörvény volt, ami már nem vallási, hanem faji alapon állt. Bár mind a felvilágosult baloldal, mind a hagyományos konzervatív erők harcot indítottak ellene, a képviselők többsége egyetértett a diszkriminációval. Ez a törvény a magyar értelmiség és a gazdasági élet vezetőinek sok tagját érintette, akik ettől fogva korlátozott jogú állampolgároknak számítottak. A törvénynek állítólag olyan célja is volt, hogy kifogja a szelet a nyilas mozgalom vitorláiból, ez azonban nem sikerült. A Teleki által betiltott mozgalom Nyilaskeresztes Párt néven, Hubay Kálmán vezetésével újra szerveződött. A pártot a németek is támogatták, amivel szemben a kormány tehetetlen volt.
A revízió lépései és következményei:
- Felvidék (első bécsi döntés, 1938. november 2.) visszacsatolása, melynek következtében Magyarország csatlakozott az Antikomintern Paktumhoz.
- Kárpátalja ugyanekkori önkényes megszállása, ennek következtében Magyarországot kizárják a Népszövetségből.
- Észak-Erdély, Székelyföld (második bécsi döntés, 1940. augusztus 30.) visszacsatolása. E döntés feltétele, hogy Magyarország csatlakozik a Háromhatalmi egyezményhez.
- Bácska-Baranya-Muraköz megszállása Jugoszlávia lerohanásakor. Ennek következtében megszakad a diplomáciai kapcsolat a nyugati szövetségesekkel, ekkortól csak idő kérdése, hogy mikor lép be a háborúba az ország.

Teleki '41 április 3-án, nem látván kiutat az országnak, az egyik oldalról rá nehezedő német háborús nyomás, és a másik oldalon a nyugati szövetségesek döntésének hatására öngyilkos lett. Utódja az addigi külügyminiszter, Bárdossy László lett, aki hamar feladta a Teleki alatt kialakított óvatos külpolitikát, és az ország hamarosan három nagyhatalommal került hadiállapotba.
Magyarország máig tisztázatlan körülmények ürügyén lépett be a háborúba: 1941. június 22-én Németország megtámadta a Szovjetuniót, 1941. június 26-án pedig Magyarország hadat üzent a Szovjetuniónak, miután felségjelzés nélküli gépek bombázták Kassát (egyes vélekedések szerint német gépek bombáztak, provokálva az ellenlépést). A július 12-én létrejött angol - szovjet szerződés értelmében Anglia november 29-én ultimátumot intézett a magyar kormányhoz, hogy vonja ki csapatait a Szovjetunióból, majd december 7-én (gyarmataival - Új-Zéland, Kanada, Ausztrália, és Dél-Afrika - együtt) hadat üzent. December 12-én Magyarország - német nyomásra - hadat üzent az Egyesült Államoknak is.
A magyar csapatok hatalmas emberáldozatot (kb. 300 000 fő) hoztak a náci Németország Szovjetunió elleni háborújában a keleti fronton.
A korabeli magyar haderőről tudni kell, hogy nem volt alkalmas a nagyhatalmakkal szembeni hadviselésre, hiszen arra szervezték, hogy a környező országokkal szembeni revíziós törekvések eszköze legyen. Hiába figyelmeztette a magyar hadvezetés a németeket a voronyezsi helyzet tarthatatlanságára (200 km-es frontszakaszt kellett védeni -40 fokban, elhárító fegyverek, tartalék haderő, légi- és páncélos támogatás nélkül), erősítés helyett csak ígéreteket kaptak.
1943 márciusában a német vereség közeledtével Horthy, és Kállay Miklós, az új miniszterelnök megpróbált átállni a szövetségesek oldalára, a próbálkozás azonban elbukott, mivel a német felderítés tudomást szerzett a kapitulációs tervről. A náci vezetés ekkor még a háború megnyerésében bízott, s célja ezért a magyar erőforrások minél intenzívebb kihasználása volt. Hitler és vezérkara a Kállay-kormány kiugrási szándékáról értesülve az ország katonai megszállása mellett döntött. 1944. március 19-én német csapatok vonultak be Magyarországra. Horthy Miklós kormányzó nem mondott le államfői tisztségéről, a zsidókérdésben pedig szabad kezet adott a Sztójay Döme vezette, újonnan kinevezett németbarát, antiszemita kormánynak amely azonnal zsidóellenes rendeletek sorát hozta. Az ország zsidótlanításának céljából érkező Adolf Eichmann SS-Obersturmbannführer és 150 fős csapata csupán tanácsadói szerepet töltött be a gettósítás és deportálás során. A végrehajtásról 200 ezer magyar hivatalnok, csendőr, rendőr, levente, vasutas, bába, tanár gondoskodott. A vidéki zsidóságot néhány hét alatt teljesen elszigetelték a nem zsidó lakosságtól. Április 5-étől a zsidóknak sárga csillagot kellett viselniük. Megfosztották őket minden vagyonuktól, majd április 16-ától gettókba, gyűjtőtáborokba zárták őket. A Sztójay-kormány június folyamán 1943 sárga csillaggal megjelölt házba zsúfolta össze a mintegy 200 ezer fővárosi zsidót. 1944. október 15-én Horthy Miklós kiugrási kísérlete meghiúsult; német segítséggel a Szálasi Ferenc vezette nyilaskeresztes párt került hatalomra. Szálasi Ferenc és kormánya újabb intézkedéseket hozott: a kijelölt házakból a zsidó lakosok egy részét – mintegy 70 ezer embert - november végétől a Dohány utcai zsinagóga körül létrehozott „nagy gettóba” zárták. Tömegeket indítottak útnak a nyugati határszél felé, hogy erődítési munkálatokat végeztessenek velük. A kemény télben gyalogszerrel, ún. halálmenetekben terelt zsidókat a határnál átadták a német hatóságoknak, akik németországi munkatáborokba hurcolták őket. Budapesten a nyilasok több ezer embert lőttek a jeges Dunába. 1944-45 telén a háborús front fokozatosan átvonult egész Magyarországon, a szovjetek kiűzték a német hadsereget és megszállták az országot. A menekülő német hadsereg komplett üzemeket, nyersanyagot és rengeteg utánpótlást hurcolt el magával, magára hagyva a kivérzett lakosságot, akinek esélye sem volt a szovjet megszállás ellen védekezni. A háború sok áldozatot szedett a lakosság soraiban, a legpusztítóbb Budapest ostroma volt. A német megszállás alatt kezdődött meg a magyarországi zsidóság szisztematikus kiirtása vagy deportálása, főleg lengyelországi koncentrációs táborokba, de a Külföldieket Ellenőrző Országos Központi Hatóság még 1941 nyarán az ide menekült, illetve magyar állampolgárságukat igazolni nem tudó zsidókat összegyűjtötte és kitoloncolta a németek által megszállt Ukrajna területére, ahol az SS egyik egysége augusztus 27-28-án mintegy 23 600 embert - köztük 15-16 ezer Magyarországról deportált zsidót - lőtt agyon.
A II. világháborúnak Magyarországon mintegy félmillió polgári és katonai áldozata volt a több százezer magyar zsidón kívül. Az ország infrastruktúrája elpusztult, a nemzeti vagyon döntő részét a németek és a szovjetek elrabolták. Valamennyi visszacsatolt terület is végleg elveszett, és a magyar polgári lakosság ezután súlyos megtorlást szenvedett el a szomszéd országokban, Szlovákiában (állampolgárságtól való megfosztás, kitelepítés, munkatábor), Kárpátalján (deportálás, munkatábor) és különösen Vajdaságban (délvidéki vérengzések).

### Magyarország 1945–1956 között
A második világháború befejeződésével ismét elvették a visszaszerzett területeket (Bácska, Muraköz, Felvidék, Kárpátalja, Észak-Erdély), ráadásul Pozsony előtt még három falut. A "második Trianon" hivatalosan 1947. február 10-én a párizsi béke aláírásával lépett életbe.

#### 1945–1948: A szovjet típusú kommunista diktatúra kiépülése
A háborút követően Magyarország a Szovjetunió megszállási övezetébe tartozott, amely fokozatosan hozzásegítette a Rákosi Mátyás vezette Magyar Kommunista Pártot a hatalom megszerzéséhez. 1945. november 4-én tartották a II. világháború utáni Magyarországon az első demokratikus választásokat, melyet a Független Kisgazdapárt nyert meg fölényesen (57%) a három baloldali párt előtt (17% szociáldemokraták, 16,9% kommunisták, 7% parasztpárt). Ennek ellenére szovjet nyomásra a koalíciós kormány alakult, és elérték, hogy a kommunista párt kapja a belügyi tárcát. Így továbbra is a kommunisták felügyelték a gyakorlatilag 1945-től az ellenőrzésük alatt álló rendfenntartó fegyveres testületeket. A kommunisták megkezdték politikai ellenfeleik kiszorítását a hatalomból. Módszereik közé tartozott a politikai harc mellett a megfélemlítés, a lejáratás, esetenként az emberrablás, a gyilkosság, valamint a koncepciós perek. Az 1947-ben lezajló második, nyíltan manipulált, úgynevezett „kékcédulás választás” még nagyobb befolyáshoz juttatta a kommunista pártot. A parlamenti ellenzéket, a polgári pártokat felszámolták. A korábbi vezetőitől megfosztott Magyarországi Szociáldemokrata Pártot és a Magyar Kommunista Pártot 1948-ban Magyar Dolgozók Pártja (MDP) néven egyesítették. Az így létrejött egypártrendszer és totális diktatúra élén Rákosi Mátyás állt. Az állampárt uralma 1949-re teljesedett ki.

##### Az államosítások légköre 1949-ben
Heimer Jenő államosító igazgató, 1970-ig az államosított irodagép vállalatok vezérigazgatója visszaemlékezik 1983-ban: „Úgy hajtottuk végre, hogy másnap kora reggel percre azonos időpontban léptek be a kijelölt vállalatokhoz, nehogy azok egymást értesíthessék.” „a szakma első számú ellenségének tartottak, úgy gondolták, hogy én találtam ki az államosítást, sőt az intézkedésemre telepítettek ki néhány irodagépes kollégát. A kitelepítéseket ma is igazságtalannak tartom.” „…még vakon bíztam Rákosiban. Csak akkor döbbentem rá a valóságra, amikor a letartóztatottak között jó barátom, aki szegény a börtönben megzavarodott és meghalt.”

#### 1949–1953: Rákosi személyi kultusza
Az 1949-től 1953-ig tartó időszakra mind párton belül, mind országosan féktelen terror volt jellemző. Az időszakot az ÁVO, illetve a belőle önállósított ÁVH kegyetlenkedései, koncepciós perek, az „osztályidegen elemek” gulag-szerű táborokba történő deportálása, kivégzése, illetve a párton belüli ellenzék pusztítása jellemezte, amely Rákosi és Sztálin személyi kultuszával, erőltetett kolhozosítással, és a nehéz- és hadiipar teljességgel indokolatlan és gazdaságtalan fejlesztésével párosult, ami nyomorba taszította a lakosságot.
40 ezren voltak rendőri őrizetben, illetve internálva, közel 13 ezer főt (két és fél ezer családot) kitelepítettek, kitiltottak Budapestről. 1950–1953 között 1 millió embert vontak ügyészi eljárás alá, minden második ellen vádat is emeltek.
1953-ban elhunyt Sztálin, és az új szovjet vezetés utasította Rákosit a lemondásra a miniszterelnöki tisztségről, amely pozíció betöltésére a szövetkezetesítés ellenzése miatt 1949-ben a pártvezetésből kizárt agrárszakember, Nagy Imre került. Nagy július 4-én bejelentette, hogy gazdaságpolitikai változtatásokat hajt végre, megszünteti a kuláklistákat, felszámolja a törvénytelenségeket és az internálótáborokat, valamint nagyobb szerepet szán az országgyűlésnek. Rákosi pozíciói azonban még mindig erősek voltak, hiszen az ő emberei ültek az államigazgatásban és a pártszervezetekben, de egyelőre nem mert a Moszkva támogatását élvező miniszterelnök ellen támadni.

#### 1953–1954: Nagy Imre első kormánya
A kommunista Nagy Imre reformelképzelései első lépéseként amnesztiát hirdetett, októberben pedig ígéretéhez híven felszámolta az internálótáborokat, véget vetett az ÁVH önállóságának, a könnyű- és élelmiszeripar javára módosított a támogatások rendszerén, a parasztságot sújtó terheket mérsékelte, béremeléseket és árcsökkentéseket hajtott végre. Az életszínvonal érezhetően emelkedni kezdett.
A törvénytelenségek feltárását 1954 májusáig akadályozta meg a Rákosi-féle holdudvar, amikor is maga Hruscsov emelte fel szavát a miniszterelnök mellett. A felállított Különleges Tanács 300 politikai elítélt ügyét vizsgálta felül, köztük Kádár Jánosét és Losonczy Gézáét. Ekkorra Rákosi vonala már pártberkekben is meggyengült: 1954 októberében Nagy Imre mellé állt a központi vezetőség nagyja, amit a miniszterelnök további újításokra használt fel: közgazdászokkal az értékarányos árak megszabására és a világpiachoz való alkalmazkodásra buzdító tervezetet dolgoztatott ki, illetve a Magyar Függetlenségi Népfrontot átszervezte Hazafias Népfronttá azzal a céllal, hogy az kommunista báb helyett szabad fórummá váljon. A demokratizálódó közélet jeleként a reformokat támogató baloldali értelmiségiekből újjáalakulhatott a hosszú ideig betiltott Petőfi kör, amely a továbbiakban nagy társadalmi befolyásra tett szert az országban.

#### 1955–1956: Az állampárton belüli küzdelmek időszaka
A gazdasági reformokra azonban már nem jutott idő, ugyanis Rákosi ügyesen kihasználva az NSZK NATO-taggá válását követő szovjet külpolitikai váltást, elérte hogy 1955 januárjában Moszkvába rendeljék riválisát, ahol Nagy Imre általános megrökönyödésre nem volt hajlandó önkritikát gyakorolni. Ettől függetlenül a márciusi KV-ülés elmarasztalta a miniszterelnököt, akitől tavasszal minden tisztséget elvettek, sőt év végén még MDP-tagságát is megszüntették.
A miniszterelnök Hegedüs András lett, Rákosi híve, azonban az enyhülés légköréhez szokott közélet – elsősorban az értelmiségi Petőfi Kör – és a kiszabadult párton belüli belső ellenzék miatt nem lehetett visszasztálinizálni az országot.
Rákosi helyzetét az is nehezítette, hogy Hruscsov békülni kezdett Titóval, amivel a Rajk-per jogosultságát kérdőjelezte meg, és az, hogy az SZKP XX. kongresszusa 1956 februárjában elítélte a sztálinista diktatúrát. Márciusban Rákosi beismerte, hogy Rajk László ügye provokáción alapult, és az ÁVH letartóztatott vezetőire hárított minden felelősséget. Májusban már be kellett ismernie, hogy neki is szerepe volt a bűnök elkövetésében, egyúttal az ellenállást a Petőfi Kör betiltásával próbálta letörni, ám hiába: az MDP KV ülésére érkező Anasztasz Mikojan közölte Rákosival, hogy le kell mondania párttitkári tisztségéről, amit ő meg is tett. Utóda a szintén sztálini vonalat követő Gerő Ernő lett, vagyis lényegi változás nem történt.

### Az 1956-os forradalom
1956. október 23-án Budapesten az egyetemi ifjúság békés tüntetést tartott, amely estére kétszázezer fős tömegtüntetéssé nőtt. A pártvezetés ellenséges reakciója és a Magyar Rádió előtt a fegyvertelen tömegre leadott véres sortűz következtében még aznap éjjel fegyveres felkelés kezdődött. A felkelés néhány napon belül a kommunista kormány bukásához, a szovjet csapatok visszavonulásához, majd a többpártrendszer visszaállításához és az ország demokratikus átalakulásához vezetett. November első napjaiban az új kormány megkezdte a tárgyalásokat a Szovjetunióval a szovjet csapatok teljes kivonásáról, a Varsói Szerződésből való kilépésről és az ország semlegességéről. A szovjet politikai vezetés azonban a kezdeti hajlandóság után meggondolta magát, és miután a nyugati nagyhatalmak biztosították arról, hogy nem nyújtanak a magyar kormánynak segítséget, november 4-én a szovjet csapatok hadüzenet nélküli háborút indítottak Magyarország ellen. Az aránytalan túlerővel szemben egyedül maradt ország több napon át folytatott szabadságharca így végül elbukott.
A harcokban a titkosítás alól 1993-ban feloldott statisztikai adatok szerint 2652 magyar és 669 szovjet állampolgár esett el. A sebesültek száma magyar oldalon 19 226, míg szovjet oldalon 1540 fő volt. A forradalom leverése következményeként kb. negyedmillió magyar hagyta el az országot, nyugatra menekülve.

### Magyarország 1957–1989 között

#### 1957–1963: A kádári konszolidáció
A forradalom elleni katonai beavatkozás eldöntésekor Moszkvában Kádár Jánost választották magyar vezetőnek. A Kádár által vezetett új kormány kegyetlen megtorlást alkalmazott. 1957. januártól a forradalom résztvevőit tömegesen tartóztatták le, majd sokukat kivégezték és bebörtönözték. Kádár ugyanakkor igyekezett féken tartani a Magyar Szocialista Munkáspárt (MSZMP) néven újjáalakuló kommunista párton belüli sztálinista ellenfeleit is. Megszüntették illetve átalakították a rettegett ÁVH-t. A félelem légköre hamar átadta magát a felejtésnek: az emberek megkönnyebbülten vették tudomásul, hogy az új vezetés már nem akar nyíltan a magánéletbe is beavatkozni, amint azt Rákosi alatt tették. Kádár meghirdette az „aki nincs ellenünk, az velünk van” politikáját.

#### 1964–1978: Az érett kádárizmus
Nem véletlenül hívták a többi szocialista országban Magyarországot a legvidámabb barakknak. A kádári kompromisszum lényege: a nagyobb magánéleti szabadság és karrierlehetőségek engedélyezéséért cserébe a politikai aktivitás szigorú korlátainak fenntartása. Néhány kérdés tabunak számított az irányított nyilvánosságban: a rendszer legitimitását, ideológiai alapjait tilos volt megkérdőjelezni (például a szovjet megszállás tényét, a diktatúra szükségességét, a munkások valós helyzetét, 1956 kommunista értékelését, Kádár személyét, a szegénység továbbélését), ezen felül azonban a legtöbb téma – a pártbefolyás alatt álló sajtóban – gyakorlatilag vitatható volt az értelmiség részéről. Másfelől azonban egyre jobban kiterjedt a lakosság titkosszolgálati megfigyelése, nőtt a besúgóhálózat, noha az NDK-beli szintet sohasem érte el.
Az érett Kádár-rendszert a növekvő életszínvonal (például nyugati utazások engedélyezése 3 évenként, lakásépítés támogatása, javuló egészségügyi mutatók stb.). A bővülés forrása ekkor még az egyre csökkenő ütemben növekvő termelés volt. A hatékonyság javítása érdekében a kommunista vezetés megpróbálta néhány piaci ösztönző óvatos – de akkoriban bátornak számító – bevezetését 1968-ban. Ez volt az ún. új gazdasági mechanizmus. De a szocializmus Moszkva akarata ellenében történő reformálhatóságába vetett remény a prágai tavasz leverésének hatására elillant. A gazdasági reform eredményeit vissza kellett venni, mert a növekvő belső zavarok nem-szovjet típusú politikai megoldását Kádár a Csehszlovákiában történtek után nem vállalta. Az 1970-es évek elején megjelenő olcsó nyugati hitelek kiutat teremtettek a gyengülő hatékonyságú termelés és a javuló életszínvonal politikai szükségessége paradoxonából.

#### 1979–1989: A hanyatló Kádár-rendszer
A gazdasági problémák fokozódásával (eladósodás, növekvő nyugati importfüggőség) nőtt a kommunista vezetés bizonytalanságérzése, mert az 1956-os forradalom nagy tanulságának azt tartották, hogy nem szabad az életszínvonalat csökkenteni. Megjelentek az ellenzéki csoportok, és a párton belül is reformkezdeményezések indultak. Gorbacsov új szovjet pártfőtitkár politikája 1985-től megnyitotta az utat a békés rendszerváltás felé.

### A rendszerváltástól
A rendszerváltás 1989-ben következett be, amelynek legfontosabb politikai aktusa az új köztársaság kikiáltása volt Budapesten 1989. október 23-án, majd 1990-ben a köztársaság első demokratikus Országgyűlésének, kormányának, köztársasági elnökének, illetve a tanácsokat felváltó demokratikus önkormányzatoknak a megválasztása. A politikai átalakulás azonban a súlyos gazdasági helyzetet nem enyhítette. A társadalmi intézmények átalakulása csak lassan történt meg.
Magyarország 1990-től kezdve a nyugati (euroatlanti) integrációra törekedett. 1999-ben tagja lett a NATO-nak és előkészítette a csatlakozást az Európai Unióhoz.